# Gare de Liège-Guillemins
Pour les articles homonymes, voir Liège (homonymie) et Guillemins.
La gare de Liège-Guillemins — appelée également la gare des Guillemins — est la principale des sept gares ferroviaires de la ville de Liège en Belgique. Elle est située au pied de la colline de Cointe.
La gare de Liège-Guillemins est un carrefour important du réseau ferroviaire belge. En 2023, il s'agit de la première gare de la Région wallonne en nombre de voyageurs, qui accueille 21 313 voyageurs chaque jour en semaine.
C'est un carrefour multimodal majeur de la ville qui met en relation trains à grande vitesse, trains IC, bus, liaison avec l'autoroute, taxis, navettes vers l'aéroport et, à partir de 2025, une ligne de tramway.
Une nouvelle gare, œuvre de l'architecte espagnol Santiago Calatrava Valls, a été inaugurée le 18 septembre 2009 après une dizaine d'années de travaux. Son esthétique est généralement considérée comme une réussite, la gare attire à Liège de nombreux touristes et est aujourd'hui un emblème de la ville et le monument liégeois le plus photographié. Elle est considérée comme l'une des plus belles gares du monde, d'après CNN.

## Toponymie
Tout comme son quartier, la gare de Liège-Guillemins tient son nom du couvent dit des Guillemites de l'Ordre de Saint-Guillaume, fondé au XIIIe siècle, qui se trouvait près de l'actuelle place de Bronckart. L'établissement religieux fut confisqué et revendu par l'administration française à la Révolution.

## Histoire

### Arrivée du train à Liège

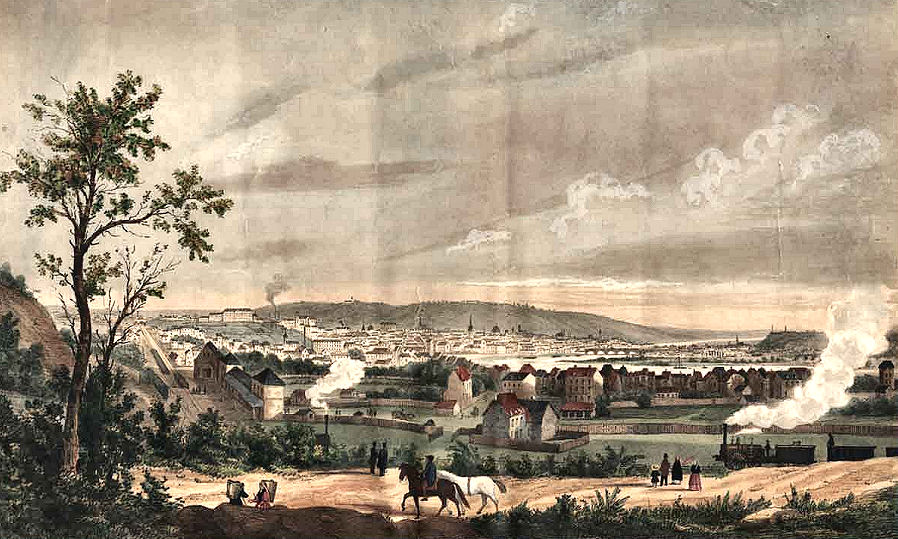
Vue du quartier, avec la gare, en 1845.

Le choix de faire de la ville de Liège le point de passage d'un chemin de fer remonte aux premières esquisses du chemin de fer d'Anvers au Rhin, élaboré juste après la révolution belge. L'arrêté royal du 21 mars 1832, le mentionne et la loi du 1er mai 1834 prévoit la création d'un réseau s'articulant autour de quatre lignes, dont la « ligne de l'Est », de Malines à Liège et la frontière prussienne,.
En 1838 trois ans à peine après l'entrée en fonction de la première ligne ferroviaire de service public d'Europe continentale (Bruxelles – Malines), la construction du réseau des Chemins de fer de l'État belge progresse en vue de former un réseau cohérent qui comprend trois lignes internationales (Bruxelles – Valenciennes, Gand – Lille et Malines – Aix-la-Chapelle), qui seront d'ailleurs les premières liaisons ferroviaires transfrontalières.
Le 2 avril 1838, la ligne de l'Est atteint la gare d'Ans, baptisée alors « Liège-Supérieure », sur les hauteurs de Liège. Étant donné la déclivité de la côte d'Ans, la section de 6 km vers la vallée ne peut être réalisée que par un imposant ouvrage d'ingénierie : le plan incliné de la côte d'Ans. Le chemin de fer atteint finalement Liège le 1er mai 1842.

### La gare en bois de 1842
Avec l'arrivée du chemin de fer, Liège a besoin d'une station intérieure. En 1842, une construction en bois s'élève sur le site de l'ancien couvent des Guillemites.
Le caractère provisoire de la première gare, construite en bois, est lié à l'espoir des autorités liégeoises qui espéraient obtenir une gare près de la place Saint-Lambert. Pour les dirigeants de l'époque, le palais des Princes-Évêques devait être la station la plus importante de Liège. Mais, vu les difficultés techniques, la SNCB privilégia toujours le site des Guillemins. Durant quelques années, elle fut d'ailleurs baptisée « Liège-Extérieur » par les Liégeois.

### Le nœud ferroviaire de Liège
En 1843, la liaison ferroviaire transfrontalière vers la Prusse voit le jour, avec la fin des travaux de la ligne reliant Liège à Aix-la-Chapelle, elle-même prolongée par une ligne partant de Cologne.
Le 19 mai 1851, la Société des chemins de fer de Namur à Liège met en service la section entre le Val-Benoît et la gare de Liège-Guillemins. Toutefois, c'est à la gare de Liège-Longdoz, sur la rive opposée, que s'implantera le terminus liégeois de cette ligne vers Namur, rapidement reprise à bail par le Nord - Belge (filiale des Chemins de fer du Nord français). La gare des Guillemins (ou celle d'Angleur) servira pour les échanges entre les deux compagnies, jusqu'à la nationalisation du Nord-Belge en 1940. La ligne Namur – Liège, combinée aux lignes Charleroi – Namur et Erquelinnes-Charleroi, constituera un axe international parcouru par des trains reliant Liège à Paris et Cologne, Berlin, Vienne, Moscou, Copenhague, etc.
En 1865, une ligne de Hasselt à Liège (via Liers et Tongres) est mise en service par la Compagnie du chemin de fer Liégeois-Limbourgeois. Son terminus Liégeois est cependant la gare de Liège-Vivegnis, en lisière nord de la ville. Il faudra attendre 1877 pour que cette compagnie ne crée une section traversant la ville (avec la gare du Palais) pour aboutir aux Guillemins. Le 1er août 1866, la Grande compagnie du Luxembourg met en service la ligne de l'Ourthe d'Angleur à Marloie, donnant accès au Grand-Duché de Luxembourg ; ses trains de voyageurs allaient jusqu'à la gare de Liège-Guillemins. Parmi les lignes désormais connectées à la gare des Guillemins, il faut également noter celle de Liège à Maastricht, inaugurée en 1861 par la compagnie du même nom qui aura son terminus en gare de Liège-Longdoz jusqu'au milieu du XXe siècle.

### La gare «Belle Époque» de 1864

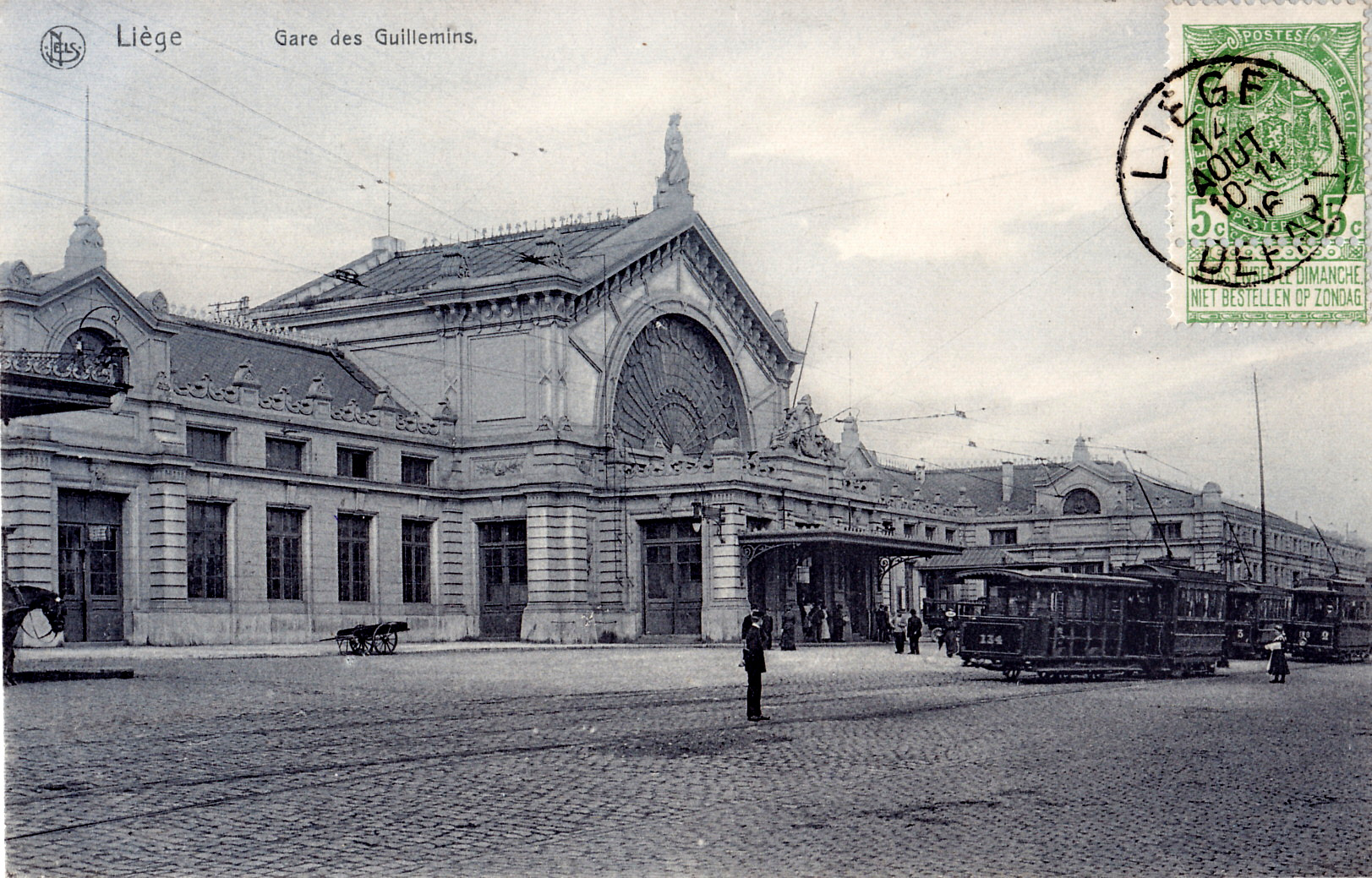
La gare des Guillemins « Belle Époque », vers 1916.
Plusieurs rames du tramway stationnent devant.

L’État, choisissant d'aller à l'encontre des autorités de la ville qui réclamaient le déplacement de la gare vers le centre-ville, fait construire une nouvelle station en 1863 afin de remplacer celle d’origine, en bois.
La gare des Guillemins, due à l'architecte A. Lambeau, se caractérise par un grand pavillon central accueillant la salle des pas perdus dont la verrière et le fronton s'inspirent de la gare de Paris-Est. Elle est agrandie à plusieurs reprises, d'abord par l'ajout de deux ailes de part et d'autre en 1881-1882 puis en 1905, à l'occasion de l'Exposition universelle de Liège avec une augmentation du nombre de quais et la création de couloirs sous-voies. Coiffée d'une statue, allégorie féminine de l'industrie, surnommée « Guillemine » par les cheminots de l'époque, la gare était aussi dotée d'une fontaine Montefiore.

### La gare moderne de 1958

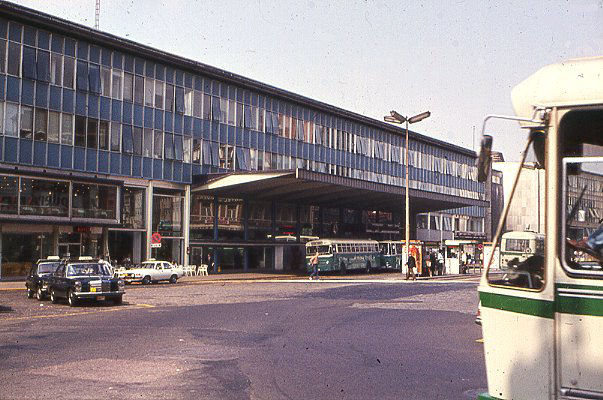
La gare, dans les années 1970.

Une nouvelle gare est érigée en 1958, à la suite de l'électrification des lignes, par le complexe dit « moderne ». Les trois architectes, Charles Carlier, Hyacynthe Lhoest et Jules Mozin, du groupe EGAU, inspirés par la gare de Rome-Termini, proposent un style qui correspond aux goûts de l'époque. L'ancien bâtiment de la gare, les installations des marchandises et plusieurs bâtiments privés sont démolis en 1956.

#### Architecture
Le bâtiment central de la gare mesure 110 m de long, sur 11 m de large et 17 m de hauteur. Sa façade est presque complètement vitrée, de type « mur-rideau », avec l’utilisation de profilés en aluminium de faible section (matériaux standardisés). La façade principale est encadrée par des pierres de calcaire, qui se trouvent également sur les murs pignons. Ce volume est caractérisé, en façade, par un auvent.
Un deuxième volume est construit à côté du bâtiment central de la gare. Cet édifice, le « tri postal », est dédié aux services postaux, ainsi qu'à la régie des télégraphes et téléphones. Le but principal de ce nouveau bâtiment est de rassembler toutes les différentes activités en un ensemble, et ainsi dégager et agrandir les rues du quartier environnant.

#### Lieu de mouvements sociaux, puis délaissement progressif
Durant l’hiver 1960, le projet d’une nouvelle loi va avoir d'importantes répercussions sociales. Il s’agit de la « Loi unique », qui consiste en l’augmentation des impôts, et un contrôle plus strict concernant notamment les assurances de chômage et de maladie. C’est à partir de là que la gare sera victime de dégradations.
Le siège de la poste de Liège X quitte le tri postal en 1994.

### La gare TGV de 2009

Vue des quais de la gare.

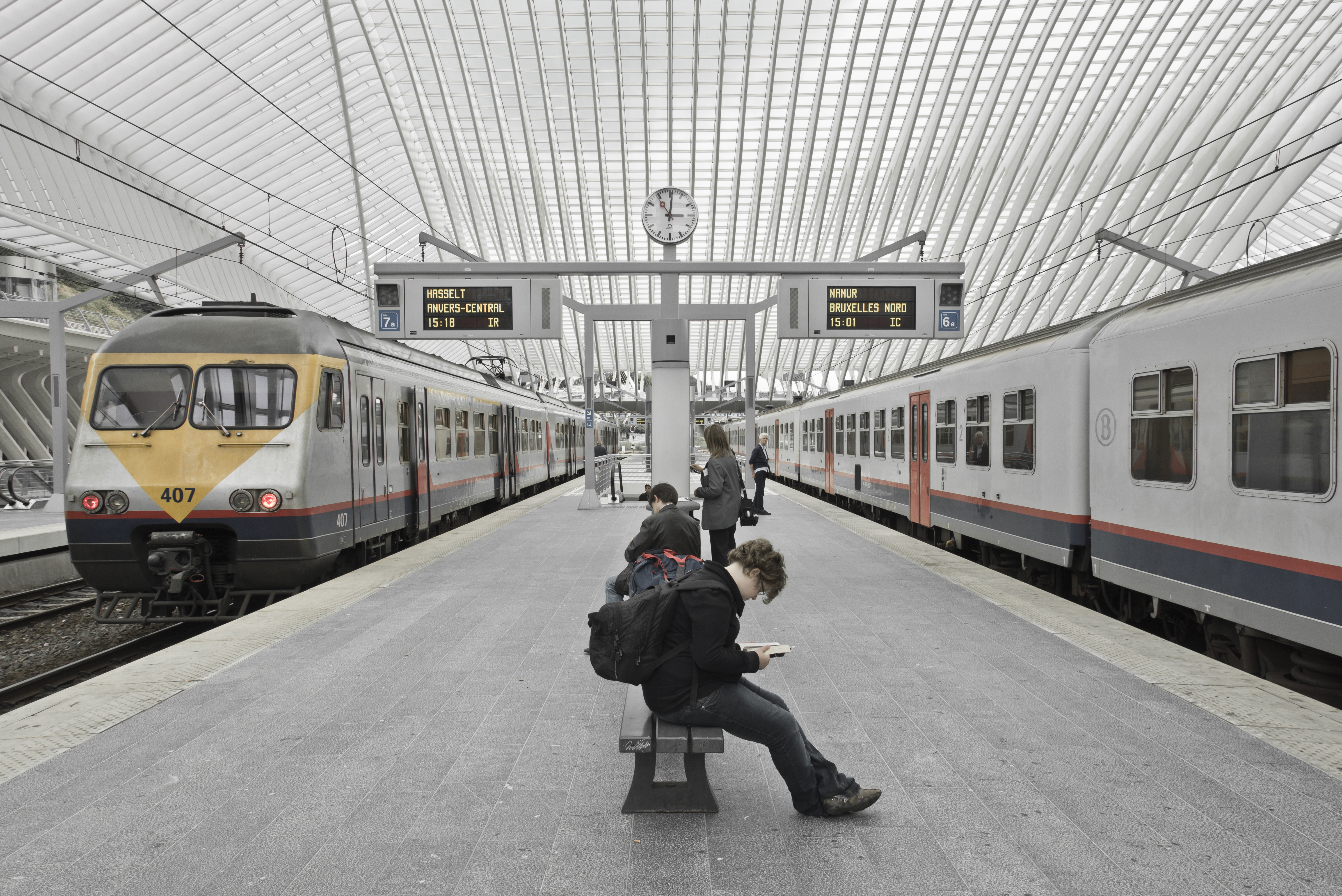
Autre vue des quais.

L'inauguration de la nouvelle gare a eu lieu le 18 septembre 2009, en présence du prince Philippe. Son coût total s'élève à 445 millions d'euros, dont 145 millions à la charge d’Infrabel.
La nouvelle gare comporte 9 voies rectilignes. Les voies 1 et 2 sont réservées aux trains vers l'Allemagne; les voies 3 et 4 à ceux vers Bruxelles. Contrairement à l'ancienne gare, les voies qui desservent la ligne Bruxelles-Cologne (50 % des voyageurs) se trouvent du côté du centre urbain, donc plus accessibles pour la majorité des voyageurs.[réf. nécessaire]

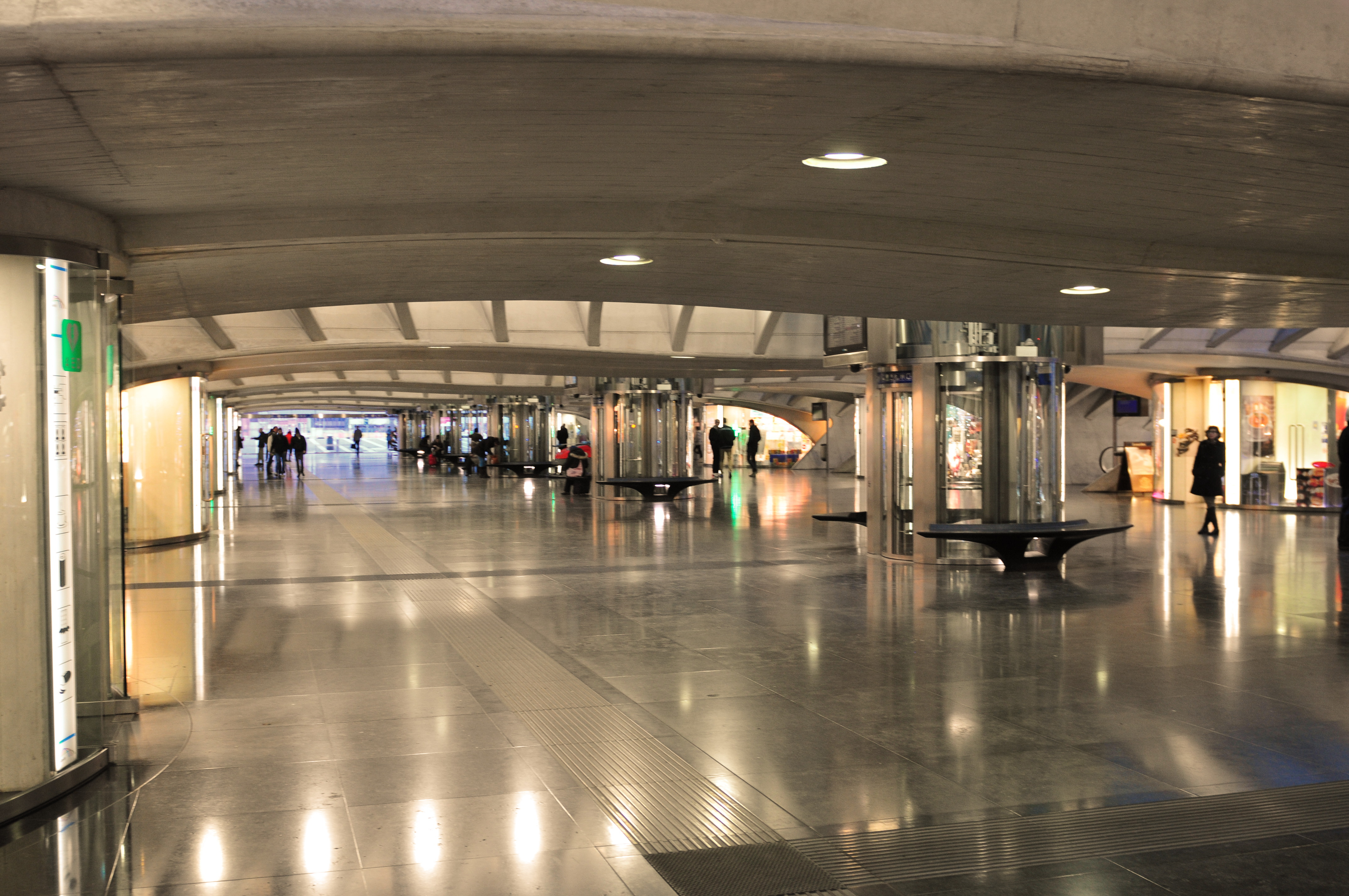
La salle des pas perdus, traversée par des ascenseurs à cage en verre.

On compte cinq quais de 8 mètres de large. Trois quais, d'une longueur de 450 mètres, sont spécialement aménagés pour accueillir les doubles rames des trains Eurostar (ex-Thalys) ; les deux autres quais ont quant à eux une longueur de 350 mètres. Tous les quais sont desservis par des escalators et des ascenseurs. Chaque double quai ne comporte qu'une poignée de places assises, sans dossier, qui répondent mal au passage quotidien dans la gare. La structure de l'édifice lui conférait initialement une très mauvaise acoustique qui nuisait fortement à la diffusion des annonces en gare. Le problème a été réglé par des aménagements techniques et les annonces sont aujourd'hui plus claires.
Ouverte à tous vents, la gare protège mal les voyageurs du froid, mais des systèmes ont été mis en place fin 2014 pour maintenir la salle des pas perdus à une température minimale de 12 °C.
La nouvelle gare TGV de Liège figure sur toutes les cartes européennes.[réf. nécessaire] Certains[Qui ?] pensaient qu'il eut dès lors mieux valu qu'elle porte un nom connu hors des frontières belges mais qui prenne ses racines dans l’histoire de la région. Et ce d'autant que le mot « Guillemins » ne rappelle quasiment plus aucun souvenir, même aux Liégeois. La difficulté de prononciation du nom pour les non-francophones fut également évoquée.

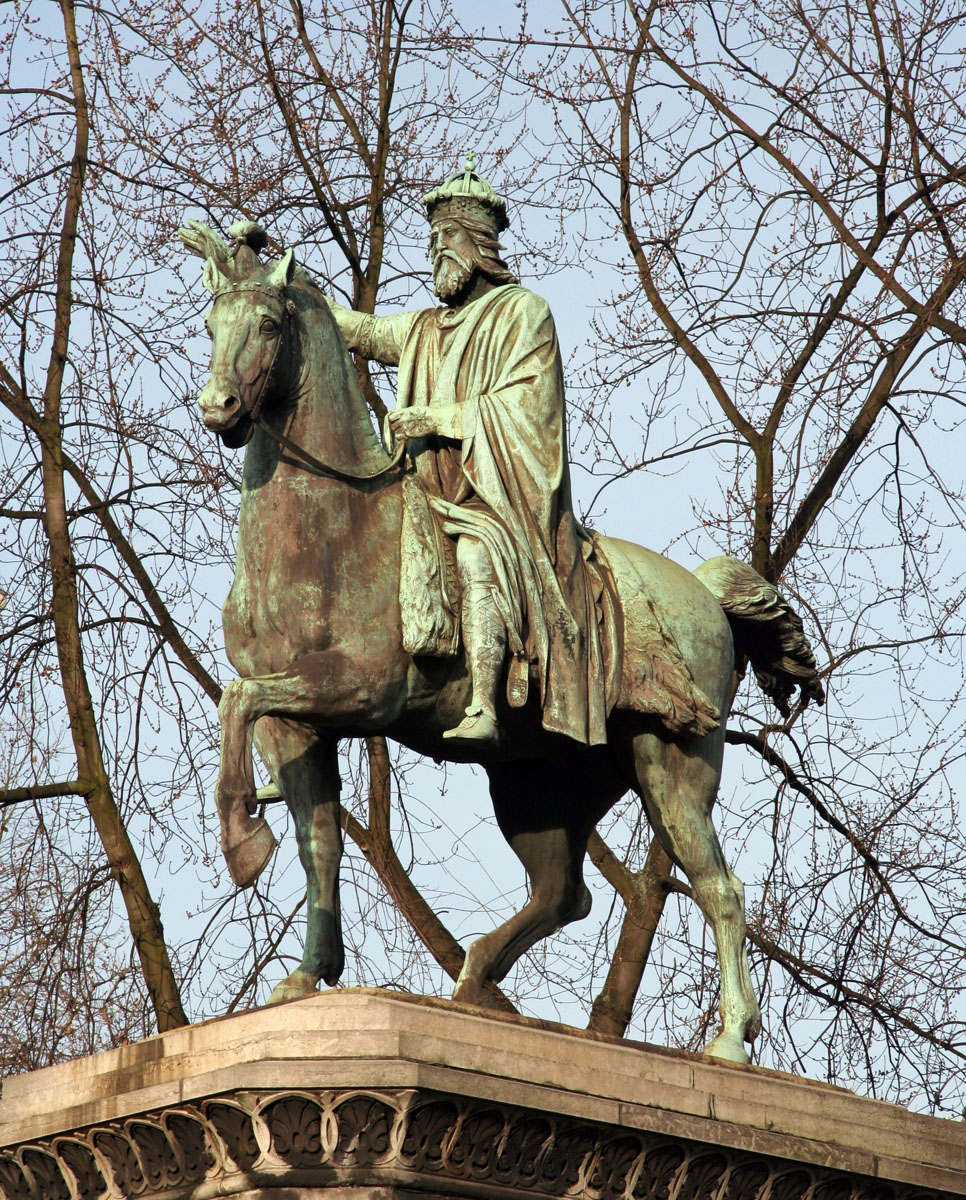
Certains projetèrent de déplacer la statue de Charlemagne, située boulevard d'Avroy depuis 1867.

En juillet 2007, soit un an et demi avant l'inauguration, un rapprochement entre les différents pouvoirs politiques de Liège et des deux Limbourgs faisait pencher la balance vers Liège-Limburg, même si rien n'avait été décidé officiellement. Le groupe Liège Demain qui rassemble des représentants des milieux économiques, sociaux, culturels ou académiques désireux d'améliorer l'image et la notoriété du Pays de Liège, défendaient l'appellation Liège-Charlemagne[réf. souhaitée]. Une discussion sur ce choix de nom est disponible sur le site web du Comité de Quartier Fragnée-Blonden.

## Service des voyageurs
En termes de fréquentation, c'est la dixième gare du réseau de la SNCB, avec 5 600 000 voyageurs en 2018, soit 17 800 par jour ouvrable. En 2023, la moyenne est de 21 313 par jour ouvré, 10 647 voyageurs le samedi et 11 624 voyageurs le dimanche.

### Accueil
Gare SNCB, elle dispose de guichets (ouverts sept jours sur sept), de facilités pour les personnes à mobilité réduite et de consignes pour les bagages. Un buffet et des commerces sont présents en gare ainsi qu'un parking routier payant, des aires de stationnement pour les vélos et un service de vélos à la demande Blue-Bike.

### Desserte
De nombreux trains desservent les 9 voies de la gare :
- Eurostar : Paris-Nord – Bruxelles-Midi – Liège-Guillemins – Aix-la-Chapelle – Cologne – Düsseldorf – Duisbourg – Essen – Dortmund ;
- ICE : Bruxelles (2 gares) – Liège-Guillemins – Aix-la-Chapelle – Cologne – Francfort-sur-le-Main ;
- Nightjet (NJ) : Bruxelles (2 gares) – Liège-Guillemins – Aix-la-Chapelle – Bonn – Coblence – Francfort-sur-le-Main (2 gares) – Nuremberg – Linz – Vienne (2 gares) ;
- Nightjet (NJ) : Bruxelles (2 gares) – Liège-Guillemins – Aix-la-Chapelle – Cologne – Halle (Saale) – Erfurt – Berlin ;
- Arriva (train des trois pays, désigné S43 par la SNCB) : Liège-Guillemins – Maastricht – Aix-la-Chapelle ;
- IC-01 : Ostende – Bruges – Gand – Bruxelles (3 gares) – Louvain – Liège-Guillemins – Verviers – Welkenraedt – Eupen ;
- IC-12 (semaine) : Courtrai – Gand – Bruxelles – Louvain – Liège-Guillemins – Welkenraedt ;
- IC-14 (semaine) : Quiévrain – Mons – Bruxelles (3 gares) – Louvain – Tirlemont – Landen – Waremme – Liège-Guillemins ;
- IC-18 (semaine) : Bruxelles (5 gares) – Ottignies – Gembloux – Namur – Andenne – Statte – Huy – Flémalle-Haute – Liège (3 gares) ;
- IC-25 (semaine) : Mons – La Louvière-Sud – Charleroi-Central – Tamines – Namur – Huy – Liège (3 gares) – Liers ;
- IC-25 (week-end) : Mouscron – Tournai – Mons – Charleroi-Central – Namur – Liège (3 gares) – Liers ;
- IC-33 : Liers – Liège (3 gares) – Angleur – Rivage – Trois-Ponts – Gouvy – Luxembourg ;
- IC-09 (week-end) : Liège-Guillemins – Hasselt – Anvers-Central ;
- S41 : Aix-la-Chapelle – Verviers (2 gares) – Liège (3 gares) ;
- S42 : Flémalle-Haute – Liège-Guillemins – Liers ;
- S43 : Liège-Guillemins – Visé – Maastricht ;
- S44 (semaine) : Waremme – Liège-Guillemins – Visé ;
- S44 (week-end) : Landen – Liège-Guillemins – Visé ;
- L : Liers – Liège (3 gares) – Angleur – Rivage – Marloie (– Rochefort-Jemelle) ;
- L : Liège-Guillemins – Jemeppe-sur-Meuse – Amay – Huy – Andenne – Namur.

### Intermodalité
De nombreuses lignes d'autobus du réseau TEC Liège-Verviers desservent une gare routière (comportant six quais, de A à F),,,,, : 1, 2, 3, 4, 8, 9, 17, 20, 25, 27, 30, 48, 57, 58, 64, 65, 90, 94, 138, 140, 240, 248, 377, E20, E69.

#### Projet de tramway
En janvier 2025, la ville de Liège devrait être pourvue d'une première ligne de tramway. Elle reliera la place Coronmeuse et le quartier de Bressoux au stade du Standard de Liège, situé à Sclessin ; la gare des Guillemins se trouve sur son tracé.

## Comptage des voyageurs
Ce graphique et tableau montre le nombre de voyageurs embarquant en moyenne durant la semaine, le samedi et le dimanche.
| Nombre de passagers qui embarquent à la gare de Liège-Guillemins | Nombre de passagers qui embarquent à la gare de Liège-Guillemins | Nombre de passagers qui embarquent à la gare de Liège-Guillemins | Nombre de passagers qui embarquent à la gare de Liège-Guillemins |
|                                                                  | Semaine                                                          | Samedi                                                           | Dimanche                                                         |
| ---------------------------------------------------------------- | ---------------------------------------------------------------- | ---------------------------------------------------------------- | ---------------------------------------------------------------- |
| 1977                                                             | 15 651                                                           | 6 540                                                            | 6 217                                                            |
| 1978                                                             | 14 036                                                           | 6 671                                                            | 5 766                                                            |
| 1979                                                             | 15 342                                                           | 5 906                                                            | 5 781                                                            |
| 1980                                                             | 14 770                                                           | 6 756                                                            | 6 331                                                            |
| 1981                                                             | 15 244                                                           | 6 866                                                            | 6 232                                                            |
| 1982                                                             | 14 783                                                           | 7 091                                                            | 6 214                                                            |
| 1983                                                             | 14 717                                                           | 5 744                                                            | 5 021                                                            |
| 1984                                                             | 14 475                                                           | 6 303                                                            | 5 376                                                            |
| 1985                                                             | 14 191                                                           | 6 316                                                            | 7 075                                                            |
| 1986                                                             | 12 844                                                           | 5 774                                                            | 5 872                                                            |
| 1987                                                             | 14 424                                                           | 5 917                                                            | 6 386                                                            |
| 1988                                                             | 14 525                                                           | 7 178                                                            | 7 310                                                            |
| 1989                                                             | 13 332                                                           | 5 961                                                            | 6 528                                                            |
| 1990                                                             | 12 068                                                           | 6 804                                                            | 7 173                                                            |
| 1991                                                             | 13 855                                                           | 6 711                                                            | 6 812                                                            |
| 1992                                                             | 14 810                                                           | 7 222                                                            | 7 503                                                            |
| 1993                                                             | 13 251                                                           | 6 428                                                            | 6 286                                                            |
| 1994                                                             | 16 418                                                           | 7 472                                                            | 6 585                                                            |
| 1995                                                             | 12 626                                                           | 5 512                                                            | 5 793                                                            |
| 1996                                                             | 13 333                                                           | 6 435                                                            | 6 064                                                            |
| 1997                                                             | 13 440                                                           | 5 548                                                            | 5 336                                                            |
| 1998                                                             | 13 210                                                           | 6 572                                                            | 6 948                                                            |
| 1999                                                             | 14 392                                                           | 6 414                                                            | 6 088                                                            |
| 2000                                                             | 15 925                                                           | 7 958                                                            | 7 056                                                            |
| 2001                                                             | 11 669                                                           | 5 576                                                            | 5 118                                                            |
| 2002                                                             | 14 063                                                           | 6 202                                                            | 6 210                                                            |
| 2003                                                             | 13 819                                                           | 7 096                                                            | 7 105                                                            |
| 2004                                                             | 13 130                                                           | 7 466                                                            | 6 177                                                            |
| 2005                                                             | 16 794                                                           | 9 428                                                            | 8 748                                                            |
| 2006                                                             | 16 046                                                           | 8 952                                                            | 8 284                                                            |
| 2007                                                             | 13 463                                                           | 8 186                                                            | 7 428                                                            |
| 2008                                                             | -                                                                | -                                                                | -                                                                |
| 2009                                                             | 15 153                                                           | 7 590                                                            | 7 508                                                            |
| 2010                                                             | -                                                                | -                                                                | -                                                                |
| 2011                                                             | -                                                                | -                                                                | -                                                                |
| 2012                                                             | 16 807                                                           | 9 182                                                            | 9 860                                                            |
| 2013                                                             | 16 800                                                           | 8 237                                                            | 7 619                                                            |
| 2014                                                             | 17 467                                                           | 8 623                                                            | 7 731                                                            |
| 2015                                                             | 17 124                                                           | 8 726                                                            | 7 994                                                            |
| 2016                                                             | 17 750                                                           | 8 988                                                            | 8 212                                                            |
| 2017                                                             | 17 735                                                           | 8 414                                                            | 8 480                                                            |
| 2018                                                             | 17 843                                                           | 9 758                                                            | 8 519                                                            |
| 2019                                                             | 17 931                                                           | 12 964                                                           | 11 376                                                           |
| 2020                                                             | 10 938                                                           | 6 442                                                            | 6 547                                                            |
| 2021                                                             | -                                                                | -                                                                | -                                                                |
| 2022                                                             | 18139                                                            | 9 630                                                            | 9 076                                                            |
| 2023                                                             | 21 313                                                           | 10 647                                                           | 11 624                                                           |
| 2024                                                             | 22 060                                                           | 10 444                                                           | 9 879                                                            |

## Expositions

### Dans la gare
- SOS PLANET, du 4 septembre 2010 au 8 janvier 2012. L'exposition a accueilli 250 000 visiteurs[39].
- Golden Sixties : J'avais 20 ans en 1960, du 16 juin 2012 au 28 avril 2013 (prolongée jusqu'au 30 septembre 2013). L'exposition a accueilli 315 000 visiteurs[40].
- Liège expo 14-18 : J'avais 20 ans en 1914, du 2 août 2014 au 31 mai 2015 (prolongée jusqu'au 31 août 2015). L'exposition a accueilli 255 000 visiteurs.
- De Salvador à Dalí, du 29 février 2016 au 6 novembre 2016. L'exposition a accueilli 180 000 visiteurs[41].
- L’armée Terracotta – l’héritage de l’empereur chinois éternel, du 23 décembre 2016 au 23 avril 2017. L'exposition a accueilli 55 000 visiteurs.
- J'aurai 20 ans en 2030, du 23 septembre 2017 au 3 juin 2018. Exposition réalisée par Europa 50, dans le cadre du bicentenaire de l'université de Liège[42]. L'exposition a accueilli 130 000 visiteurs.
- Génération 80 Expérience, du 22 septembre 2018 au 2 juin 2019 (prolongée jusqu'au 1er septembre 2019). L'exposition a accueilli 150 000 visiteurs.
- Toutankhamon, à la découverte du pharaon oublié, du 14 décembre 2019 au 31 mai 2020[43] (prolongée jusqu'au 3 janvier 2021). Malgré deux fermetures imposées par la pandémie de Covid-19, l'exposition a accueilli 180 000 visiteurs[44].
- Napoléon – Au-delà du mythe, du 3 avril 2021 au 9 janvier 2022[44].
- I love Japan, du 2 avril 2022 au 31 août 2022.
- Extra Muros, au-delà des murs, du 22 avril 2023 au 1er octobre 2023 (prolongée jusqu'au 5 novembre 2023).
- A World of Bricks, du 15 décembre 2023 au 21 janvier 2024.
- Da Vinci, l'artiste, l'ingénieur, le gastronome, du 24 février 2024 au 30 juin 2024 (prolongée jusqu'au 3 novembre 2024).
- Vers la lune et au-delà : la conquête spatiale en briques LEGO, du 21 décembre 2024 au 9 mars 2025.
- National Geographic, à la découverte des océans et du monde sauvage, du 19 avril 2025 au 28 septembre 2025.

### Sur l'esplanade
- Disneyland Paris Ice Dreams, festival de sculpture de glace sur le parvis de la gare, du 22 novembre 2014 au 4 janvier 2015 (prolongée jusqu'au 1er février 2015).
- Ice Star Wars, festival de sculpture de glace sur le parvis de la gare, du 14 novembre 2015 au 31 janvier 2016.
- Le Château du Père Noël, exposition d'automates sur le parvis de la gare, du 18 novembre 2016 au 8 janvier 2017[45].
- Disneyland Paris 20 Year's, festival de sculpture de glace sur le parvis de la gare, à partir du 23 novembre 2017.
- Jurassic Expo, exposition de dinosaures animatronics sur le parvis de la gare, du 20 avril 2024 au 5 mai 2024.

### Œuvre de Daniel Buren

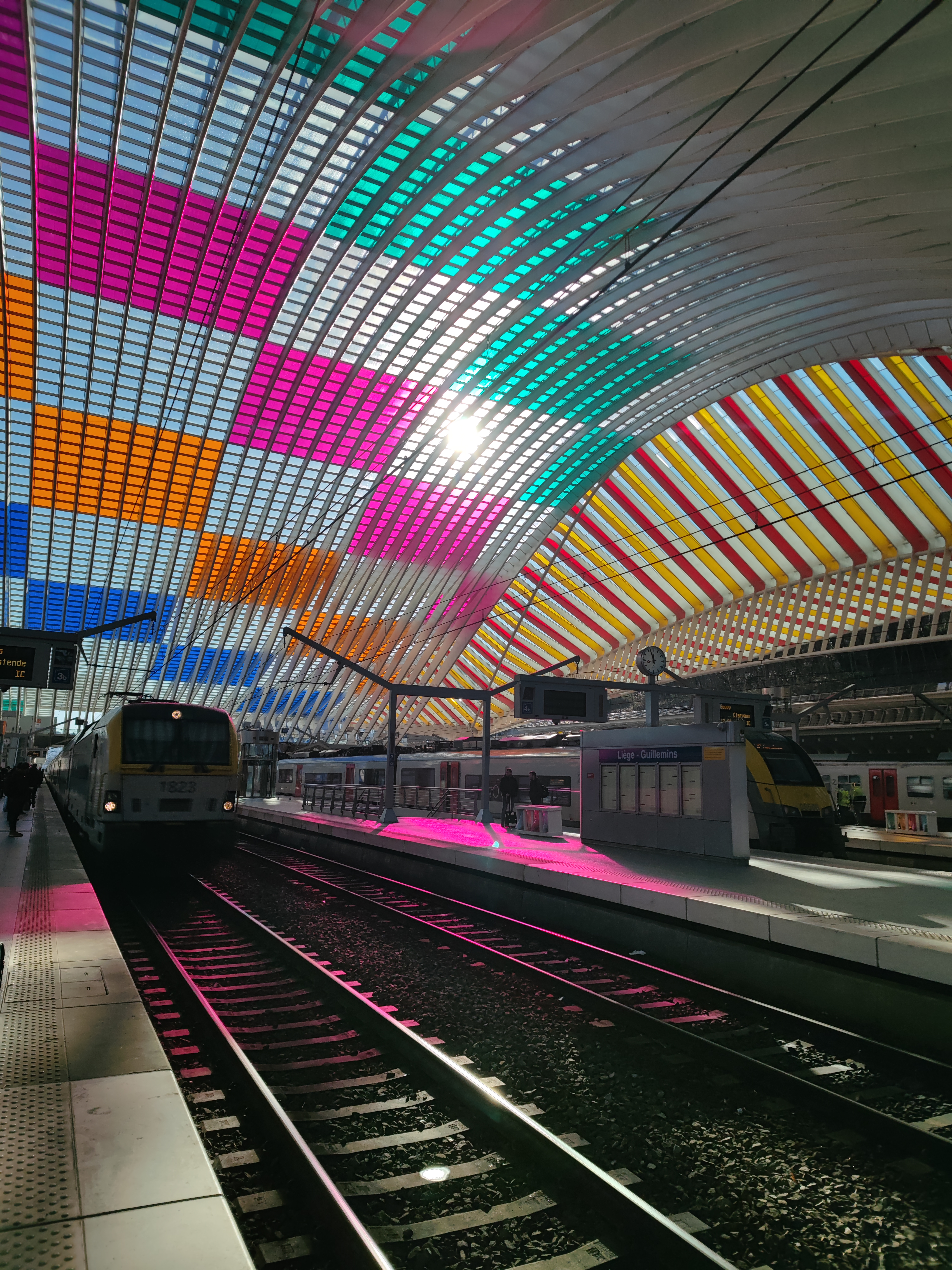
Colorations sur la verrière.

De surcroît aux expositions dans le hall d'exposition et sur l'esplanade de la gare, depuis le 15 octobre 2022, l'imposante toiture en verre de la gare est employée comme support pour une œuvre d'art de l'artiste contemporain français Daniel Buren. L'œuvre d'art entend « faire dialoguer l'art et l'architecture » et éclaire les quais avec la lumière naturelle, par des filtres colorés, au fil de la journée. Il est prévu de la désinstaller après un an, le 15 octobre 2023. L’exposition est finalement prolongée jusqu’en juin 2024.

## Tournages
- Film Le Silence de Lorna, par les frères Dardenne, en 2008. La gare est toujours en construction à l'époque du tournage (2007)[49].
- Publicité pour la Kia Soul, en 2010[50],[51].
- Film Une histoire d'amour d'Hélène Fillières, en 2011[52].
- Film Le Cinquième Pouvoir de Bill Condon, en 2013[53]. La gare figure par ailleurs sur certaines affiches du film.
- Film Les Gardiens de la Galaxie de James Gunn, en 2014. Le décor de la planète aquatique Xandar s'inspire de la gare[54], qui est visible dans la ville lors de l'attaque de celle-ci par Ronan l'Accusateur.
- Film Un homme à la hauteur de Laurent Tirard, en 2016[55]. La gare représente l'Opéra de Liège dans le scénario.
- Film Gemini Man (2019) d'Ang Lee, avec Will Smith. Scène d'ouverture dans la gare.

## Musique
- La gare est citée, parmi d'autres, dans le titre Le quartier de la gare du groupe tilffois Été 67[56].